# Fehmarn Bält-förbindelsen
Fehmarn Bält-förbindelsen (danska: Femern Bælt-forbindelsen, tyska: Fehmarnbelt-Querung), i vardagligt tal Fehmarn Bält-tunneln är en förbindelse under Fehmarn Bält under pågående byggnad. Den byggs som en sänktunnel, och innehåller motorväg och järnväg. Den kommer i princip att få samma sträckning som färjelinjen Rødby–Puttgarden. Förbindelsen kommer med sina 17,6 km att ha världens längsta kombinerade väg- och järnvägstunnel. Den väntas bli färdig i mitten av 2029.

## Beslutsprocess
Förbindelsen har diskuterats i flera årtionden. Efter byggandet av Stora Bältbron och Öresundsbron har Danmarks regering engagerat sig för denna förbindelse. Tyskland har inte varit lika intresserad. Först när Danmark erbjöd sig att ensamt lösa finansieringen accepterade Tyskland projektet. En förbindelse mellan Gedser och Rostock har tidvis framförts som ett alternativ till en förbindelse över Fehmarn Bält, något som valdes bort på grund av högre kostnad och klart lägre trafikmängd.
I Berlin tecknades den 29 juni 2007 en avsiktsförklaring mellan Danmarks transportminister Flemming Hansen och hans tyske kollega Wolfgang Tiefensee om byggandet av bron. Den 3 september 2008 undertecknade Tiefensee och den nya transportministern Carina Christensen fördraget om bygget. Tyska förbundsdagen godkände brofördraget 13 februari 2009. Danska Folketinget fattade den 26 mars 2009 beslut om att bygga förbindelsen med röstsiffrorna 104-3.
Sommaren 2013 färdigställdes en miljökonsekvensbeskrivning som förväntades ha granskats och godkänts av både danska och tyska myndigheter våren 2015, varpå det egentliga bygget kan starta. Det danska godkännandet kom också 2015, men det tyska miljögodkännandet kom efter mycket byråkrati sista vardagen 2018 (vilket delvis orsakade att lagstiftningen hann ändras under tiden så att ansökan fick ändras och granskningen göras om). Efter miljögodkännandet överklagades byggplanerna av bland andra rederiet Scandlines (som trafikerar rutten Puttgarden-Rødby), Femarns kommun, en tysk miljöorganisation samt en tysk medborgare. Tysklands högsta förvaltningsdomstol gav slutligt klartecken i november 2020. Danmarks regering beslutade att tunnelbygget på dansk sida skulle påbörjas i januari 2021, även om de tyska domstolarna inte skulle varit klara då.
Förbindelsen beräknas vara klar 8–9 år efter byggstart. Öppning blir betydligt senare än det år 2021 som uppgavs 2013.
I Danmark och Sverige har opinionen varit positiv, medan den varit mer negativ i Tyskland. Lokalt har man varit rädd för förlorade arbetstillfällen i färjetrafiken. Nationellt har man bekymrat sig för kostnaden för detta för tyskarna mindre viktiga projekt, samt för miljökonsekvenserna. Under en konferens i Lübeck besökt av kanslern Angela Merkel oktober 2010 uttyckte hon stöd för planerna, medan demonstranter protesterade mot att det ska gå godståg där de bor eller har sommarhus.

## Bro eller tunnel

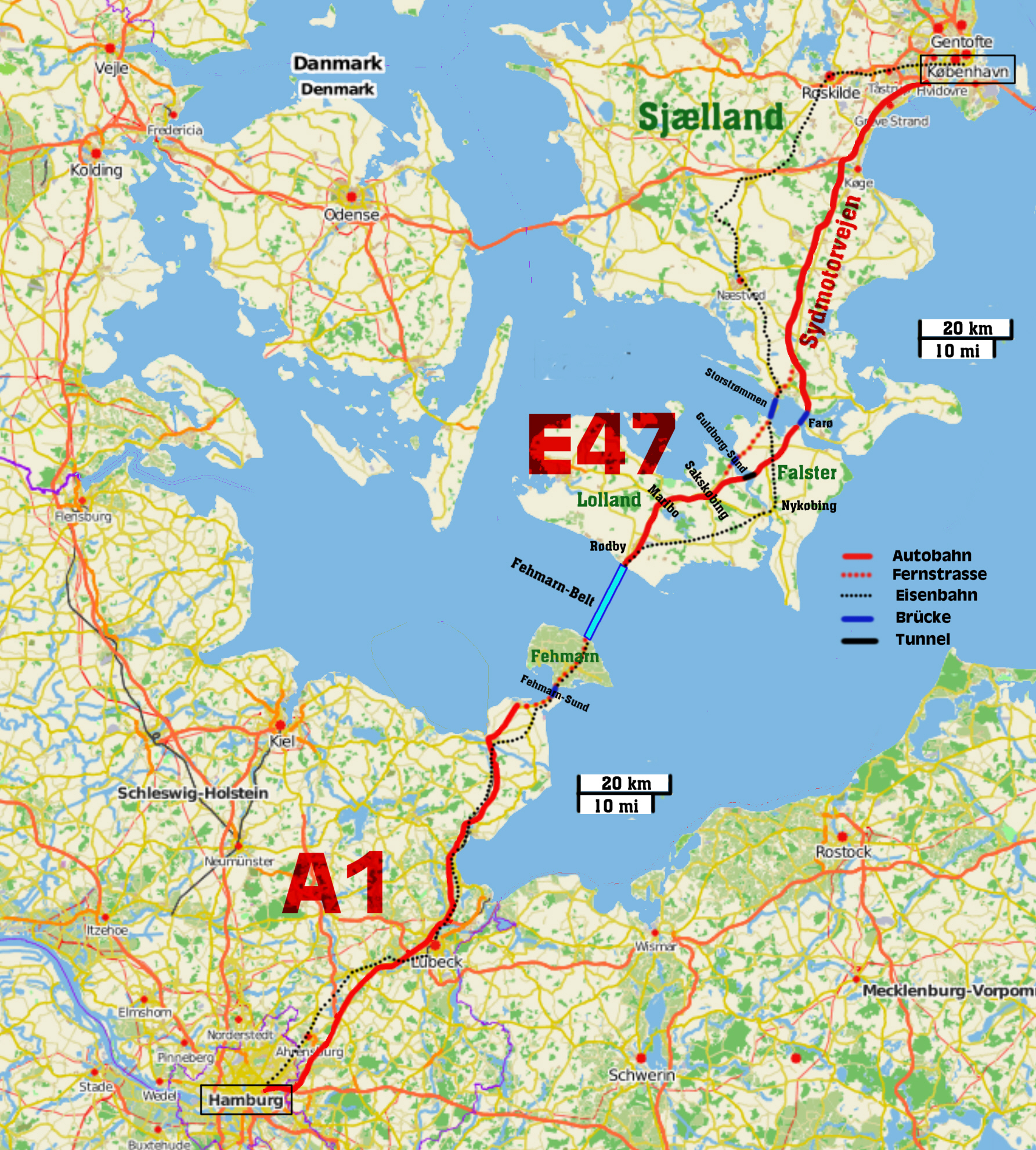
Väg och järnvägsnätet i omgivningen (2011).

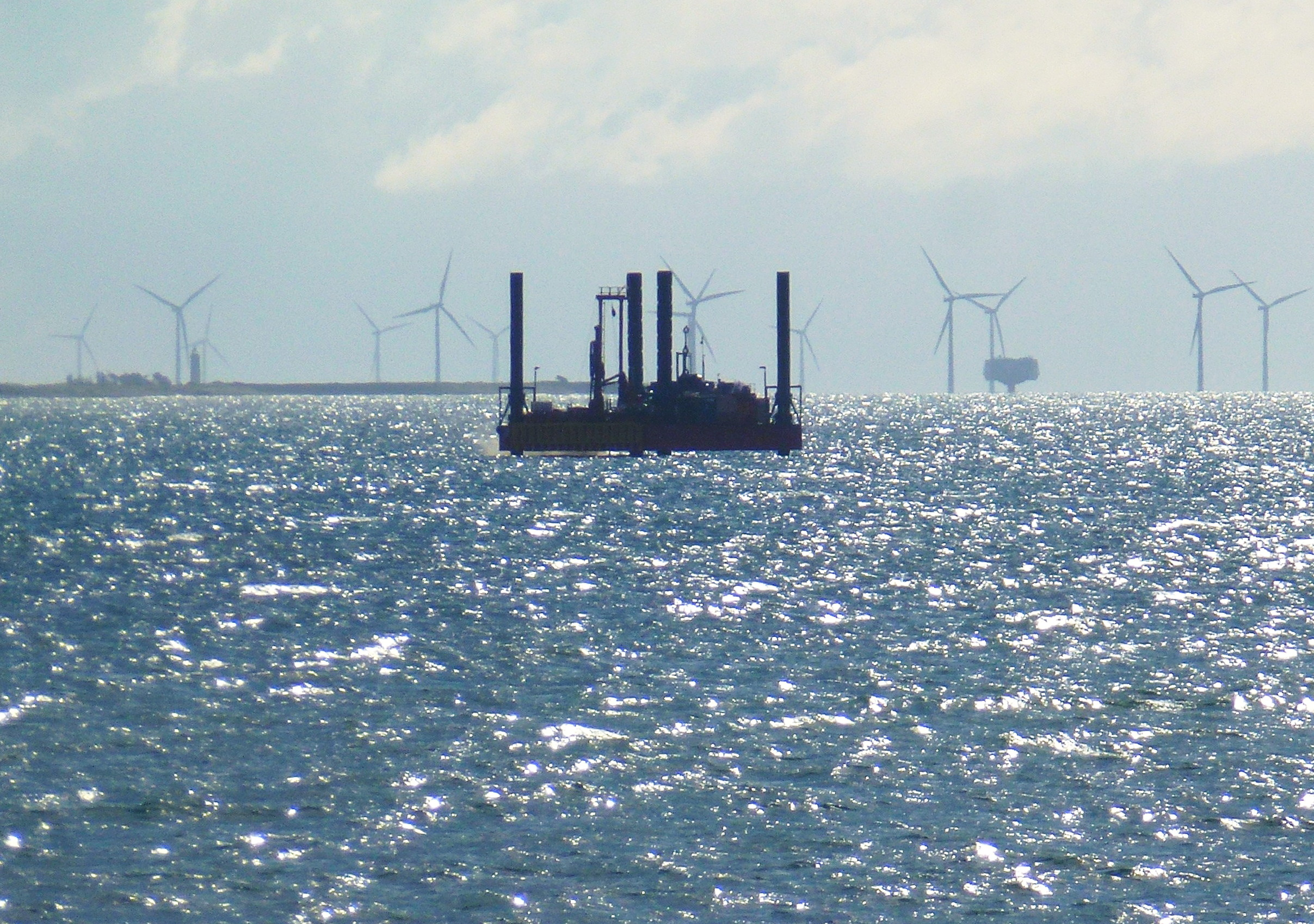
En borrplattform utanför Rødby utför provborrningar för tunneln, september 2015.

Förbindelsen blir totalt 19 km lång, varav 17,6 blir sänktunnel. Det blir inte Europas längsta vägtunnel, eftersom Lærdalstunneln är längre, och inte heller Europas längsta bro om det hade blivit en bro, då Krimbron blev klar 2018.
Förbindelsen ska innehålla både motorväg och dubbelspårig järnväg. Ursprungligen planerades en bro, en snedkabelbro, två sådana spann, ett i varje riktning för passerande fartyg, en slags "båtmotorväg". Väg och järnväg skulle då finnas på varsin våning. Det blir dock en tunnel, en sänktunnel, där förproducerade tunnelsegment grävs ned i havsbotten. Väg och järnväg läggs då bredvid varandra.
Byggkostnaderna för förbindelsen beräknades 2010 bli 5,1 miljarder euro. Därtill kommer för Danmark landanläggningar för drygt 6,7 miljarder DKK eller 900 miljoner euro i 2007 års priser. De tyska kostnaderna stannar vid 840 miljoner euro i 2003 års priser.
I november 2010 beslutade det statliga bolaget Femern A/S som ska äga bron att man rekommenderar en tunnel snarare än en bro, eftersom riskerna för fördyringar är mindre för en tunnel. Även miljön och risken för båtkollisioner talar för det. Ett regeringsbeslut om detta fattades januari 2011.
Tunneln kommer att få tio små utvidgningar, grottor, där dock endast fordon med tillstånd får stanna, och där olika tekniska installationer placeras.
Danmark, med sitt större intresse av förbindelsen, ska stå för kostnaderna för själva tunneln. Det ska enbart gälla en lånegaranti är det tänkt, eftersom tunneln betalas med lån, och avgifter ska betala lånen. I gengäld får danska staten bestämma om och behålla avgifterna efter det att bolagets skulder är betalda. Tunnelbolaget blir danskt. Betalstationerna kommer att placeras på den danska sidan, och ge danska arbetstillfällen. 2050 beräknas kostnaderna för bygget vara betalda. Tunneln ska fortsätta ha avgifter även efter att den är betald, och pengar från dess danska ägarandel kommer att tilldelas projektet och anslutningar. EU bidrar med 4,4 miljarder DKK till bygget.
| Längd                       | 17,6 km tunnel                                      |
| Utformning                  | Sänktunnel                                          |
| Trafik                      | Väg och järnväg                                     |
| Trafikstart                 | Tidigast 2026                                       |
| Byggkostnad                 | 46 mdr DKK (6,1 mrd €) inkl anslutande förbindelser |
| Trafik (2020)               | 10 000 bilar och 4 000 tågpassagerare per dygn      |
| Förväntad återbetalningstid | 30 år                                               |

## Bygge
I maj 2013 påbörjades arkeologiska utgrävningar. En del anmärkningsvärda fynd gjordes, bland annat en 5000 år gammal stenyxa med intakt träskaft, som legat syrefritt i leran.
Det egentliga tunnelbygget förväntades starta tidigast 2019, då juridiska processer som byggets motståndare inlett förväntas vara avklarade. Danska Folketinget gav 26 mars 2019 klartecken för att påbörja bygget på dansk sida. Efter det påbörjades förberedande byggen, såsom personalbostäder, hamn, vägar, fabrik för tunnelelement etc.
1 januari 2021 påbörjades bygget och 19 juni 2024 invigdes första etappen av sänktunneln. 

## Anslutningar

Överregionala vägnätet.

Inom projektet kommer man att bygga ca 30 km ny motorväg (väg E47), samt att mellan Vordingborg och Lübeck, 160 km, utöka spårkapaciteten från enkelspår till dubbelspår, och elektrifiera banorna (de har ingen elektrifiering idag mellan Ringsted och Lübeck), den danska Sydbanen och tyska Järnvägen Hamburg-Puttgarden. Den danska järnvägsutbyggnaden blir till stor nytta inte bara för den internationella trafiken utan också för den ganska täta regionala trafiken Köpenhamn-Nykøbing. På samma sätt blir den tyska utbyggnaden till nytta för lokala tåg i distriktet Ostholstein som har 205 000 invånare.
Danmark får använda avgifter för att betala lånen även till sina byggen på land. Hastigheten på järnvägen planeras att höjas mestadels till 180 km/h från dagens cirka 130 km/h. Även Storstrømsbron kommer att uppgraderas till dubbelspår. Den danska Sydbanen elektrifieras och byggs med dubbelspår till Rødbyhavn cirka 2015–2020 med totalavstängning Nykøbing–Rødbyhavn stora delar av tiden och tidvis Ringsted–Nykøbing.
Tyskland har förbundit sig att svara för nödvändiga förbättringar av landförbindelserna på den tyska sidan. En fyrfilig väg och elektrifiering av järnvägen ska vara klart då bron är klar. Dubbelspårig järnväg behöver dock inte vara klart förrän 7 år efter bron enligt avtalet och inga straff om det blir klart ännu senare. Fehmarnsundbron tillåts förbli 1+1-filig och enkelspårig av kostnadsskäl. Tyskland får inte del av broavgifterna och får finansiera sina byggen själv, beräknat 2009 till 800 miljoner euro. En motivering till Tysklands tveksamhet är regler om statsskuld. Statliga bolags skulder räknas som statsskuld om staten garanterar dem, och statsskulden ska hållas nere enligt både tysk och EU-policy. Det finns fortsatt ett tyskt politiskt motstånd, vilket ökat i samband med ökande budget bland annat på grund av ökande bullerskyddskrav. En del fruktar att kostnaden för de tyska anslutningarna når 2 miljarder euro. Eftersom tunneln blivit försenad räknar man med att hinna bygga dubbelspåret innan tunneln öppnas cirka 2029. Detta sparar också byggkostnader eftersom man kan bygga med banan helt stängd en längre tid.
Tågen Köpenhamn–Hamburg (340 km) tar i dag (2007) 4 tim 40 min. Med tunneln, bron och förbättring av järnvägen kommer det att ta under 3 timmar. Även för personbilar kommer man att spara minst en halvtimmes tid, för att ersätta färjan, vilket innebär att genvägen till Hamburg från Köpenhamn kommer att ta minst en timme snabbare än omvägen (E20 och E45).

### Fotnoter
1. 1 2 3  ”An immersed tunnel is the preferred solution”. Femern A/S. Arkiverad från originalet den 21 november 2015. https://web.archive.org/web/20151121124541/http://www.femern.com/home/construction-phase. Läst 11 augusti 2013.
2. ↑  Klart flertal for en Femern-tunnel Arkiverad 24 januari 2011 hämtat från the Wayback Machine.
3. ↑  ”Bygget av dansk-tysk tunnel har börjat” (på svenska). Svenska Dagbladet. 1 januari 2021. https://www.svd.se/a/EpJzmj/bygget-av-dansk-tysk-tunnel-har-borjat. Läst 3 september 2022.
4. ↑  ”Kommentar av Flemming Hansen, 29 juni 2007”. Arkiverad från originalet den 1 juli 2007. https://web.archive.org/web/20070701190738/http://www.trm.dk/sw43883.asp?path=%7B06CA10FF-97FD-422E-BFB9-5B8CD5FC222A%7D. Läst 26 oktober 2019.
5. ↑  Bundesrat billigt Fehmarnbelt-Querung[död länk]
6. ↑  Andersen, Ulrik (1 mars 2016). ”Endelig beslutning om Femernforbindelsen kommer fredag” (på danska). Ingeniøren. https://ing.dk/artikel/endelig-beslutning-om-femernforbindelsen-kommer-fredag. Läst 19 juni 2024.
7. ↑  ”Tysk godkendelse af Femern-tunnelen er klar til underskrift”. Arkiverad från originalet den 3 januari 2019. https://web.archive.org/web/20190103060103/https://femern.com/da/News-and-press-search/2018/December/Tysk-godkendelse-af-Femern-tunnelen-er-klar-til-underskrift. Läst 2 januari 2019.
8. ↑  ”Femern-byggeri kan nu gå i gang på tysk side: ’Det er et punktum i en lang række forsinkelser’” (på danska). DR. 3 november 2020. https://www.dr.dk/nyheder/regionale/sjaelland/femern-byggeri-kan-nu-gaa-i-gang-paa-tysk-side-det-er-et-punktum-i-en. Läst 3 november 2020.  ”Domstol i Leipzig afviser klager over den tyske godkendelse til Femern-tunnelen.”
9. ↑  ”Anlægsarbejdet på tunnelen under Femern Bælt sættes i gang” (på danska). Transportministeriet. 24 april 2020. https://www.trm.dk/nyheder/2020/anlaegsarbejdet-paa-tunnelen-under-femern-baelt-saettes-i-gang. Läst 19 juni 2024.
10. ↑  Rastovic, Lukas Oliver; Coogan, Sean; Eller, Emil (22 september 2020). ”Retssag om Femern-tunnel undervejs: 'En lettelsens dag'” (på danska). DR. https://www.dr.dk/nyheder/udland/retssag-om-femern-tunnel-undervejs-en-lettelsens-dag. Läst 19 juni 2024.
11. 1 2  ”Finansministeriet: Femern-tunnel åbner tidligst i 2026” (på danska). Ingeniøren. 24 november 2015. https://ing.dk/artikel/finansministeriet-femern-tunnel-aabner-tidligst-i-2026-180368. Läst 4 januari 2018.
12. ↑  ”EIA report for a fixed link across the Fehmarnbelt submitted for public consultation”. Femern A/S. 28 juni 2013. Arkiverad från originalet den 14 augusti 2013. https://web.archive.org/web/20130814010404/http://www.femern.com/service-menu/press--documents/press-releases/eia-report-for-a-fixed-link-across-the-fehmarnbelt-submitted-for-public-consultation. Läst 11 augusti 2013.
13. ↑  Merkel: Femern-traktat giver os meget gode betingelser
14. ↑  en:List of bridges by length
15. 1 2 3  Planning status November 2010 Arkiverad 24 september 2015 hämtat från the Wayback Machine.
16. 1 2  Femern A/S recommends immersed tunnel Arkiverad 24 september 2015 hämtat från the Wayback Machine.
17. 1 2  Historiskt brobeslut i Köpenhamn, Dagens Nyheter, 26-03-2009
18. ↑  Palm, Kim (21 januari 2011). ”Klart flertal for Femern-tunnel” (på danska). DR. https://www.dr.dk/nyheder/indland/klart-flertal-femern-tunnel. Läst 19 juni 2024.
19. 1 2  ”Femern A/S igangsætter større anlægsarbejder på Femern-tunnelen”. Femern A/S. 26 mars 2019. Arkiverad från originalet den 12 juni 2019. https://web.archive.org/web/20190612094826/https://femern.com/da/News-and-press-search/2019/March/New-activities. Läst 9 augusti 2019.
20. ↑  Griffiths, Sarah (26 november 2014). ”Stone Age axe discovered complete with its WOODEN handle: 5,500-year-old tool may have been left as a ritual offering”. Mail Online. https://www.dailymail.co.uk/sciencetech/article-2850037/Stone-Age-axe-discovered-complete-WOODEN-handle-5-500-year-old-tool-left-ritual-offering.html. Läst 19 juni 2024.
21. ↑  ”3,4 milliards d’euros pour un tunnel sous-marin entre l’Allemagne et le Danemark” (på franska). Le Monde. 31 maj 2016. http://www.lemonde.fr/entreprises/article/2016/05/30/3-4-milliards-de-contrats-pour-un-tunnel-sous-marin-entre-l-allemagne-et-le-danemark_4929266_1656994.html#. Läst 3 juni 2016.
22. ↑  http://cphpost.dk/news/fehmarn-tunnel-consortium-to-start-tendering-process-for-building-contracts.html Arkiverad 4 april 2019 hämtat från the Wayback Machine. 27 mars 2019
23. ↑  ”Nu starter anlægsarbejdet på Femern Bælt-forbindelsen” (på danska). Transportministeriet. 01 januari 2021. https://www.trm.dk/nyheder/2021/nu-starter-anlaegsarbejdet-paa-femern-baelt-forbindelsen. Läst 19 juni 2024.
24. ↑  Fritze, Gunilla (17 juni 2024). ”Här invigs första etappen av Fehmarn Bält-tunneln”. SVT Nyheter. https://www.svt.se/nyheter/lokalt/skane/har-invigs-forsta-etappen-av-fehmarn-balt-tunneln. Läst 19 juni 2024.
25. 1 2  http://www.fehmarnlink.com/dk/Material+folder/Documents/2007+publikationer/Aftalememorandum+af+29.+juni+2007
26. ↑  ”En ny bro over Storstrømmen” (på danska). 19 mars 2013. Arkiverad från originalet den 11 november 2014. https://web.archive.org/web/20141111220706/http://www.bane.dk/visBanearbejde.asp?artikelID=16957. Läst 20 mars 2013.
27. ↑  Tyske statsrevisorer kræver Femernforbindelsen kulegravet Arkiverad 6 oktober 2010 hämtat från the Wayback Machine.
28. ↑  Bahnstrecke nach Fehmarn ab 2022 fünf Jahre lang gesperrt